# Renfrewshire South (circonscription du Parlement écossais)
Circonscription parlementaire du Parlement écossais
La circonscription de Renfrewshire South est une circonscription électorale écossaise crée en 2011.

## Liste des députés
| Élection | Député     | Parti | Parti        |
| -------- | ---------- | ----- | ------------ |
| 2011     | Hugh Henry |       | Travailliste |
| 2016     | Tom Arthur |       | SNP          |

## Résultats des deux candidats arrivés en tête
| Élection | Candidat arrivé 1er | Parti | Parti        | Score  | Candidat arrivé 2e | Parti | Parti        | Score  |
| -------- | ------------------- | ----- | ------------ | ------ | ------------------ | ----- | ------------ | ------ |
| 2011     | Hugh Henry          |       | Travailliste | 48,1 % | Andrew Doig        |       | SNP          | 38,5 % |
| 2016     | Tom Arthur          |       | SNP          | 48,1 % | Paul O'Kane        |       | Travailliste | 33,2 % |